# Dietrich Eckart

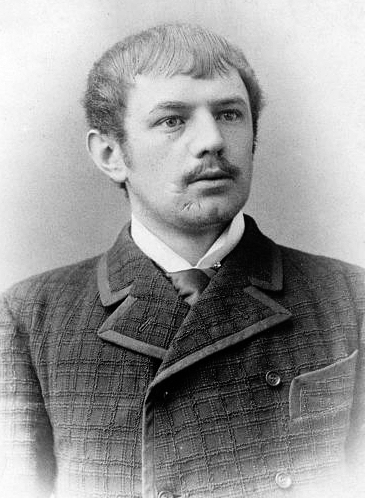
Dietrick Eckart in de jaren negentig van de 19e eeuw

Johann Dietrich Eckart (Neumarkt in der Oberpfalz, 23 maart 1868 - Berchtesgaden, 26 december 1923) was een Duits publicist en een vroege aanhanger van het nationaalsocialisme. Hij heeft mede de jonge Adolf Hitler gevormd.
"Eckart was van rijke komaf, zoon van een notaris en advocaat. Hij verloor zijn moeder toen hij nog een kind was, zijn vader een paar jaar later, en aan het eind van zijn tienerjaren kwam hij terecht in een leventje als bohémien vol drank en drugs, waardoor hij het fortuin van zijn vader er al snel doorheen had gejaagd. Na een aantal valse starts in de kunst en een paar radicale politieke bewegingen, en na een jaar medicijnen studeren, raakte hij ernstig verslaafd aan de morfine en moest enkele maanden worden opgenomen in een psychiatrische kliniek. Daarna werd hij toneelschrijver, maar geen enkel stuk kwam ooit op het toneel. Volgens Eckart zelf de schuld van de joden, die naar zijn mening de touwtjes in handen hadden in het Duitse theater." Hij wordt in Het Raadsel Spinoza van Irvin D. Yalom genoemd als hoofdredacteur van een Münchener krant in 1919.
Hij leerde de 21 jaar jongere Adolf Hitler kennen in de herfst van 1919 en was gedurende geruime tijd en tot zijn overlijden zijn mentor.